# Mario (film)
Mario is een Zwitserse romantische dramafilm uit 2018, over de liefde tussen twee veelbelovende voetballers die moeten kiezen of ze hun relatie en seksuele geaardheid geheim willen houden om hun voetbalcarrière niet te beschadigen. De film werd geregisseerd door Marcel Gisler en ging in première op 27 januari 2018 op het Solothurn Film Festival.

## Cast
- Max Hubacher als Mario Lüthi
- Aaron Altaras als Leon Saldo
- Jessy Moravec als Jenny Odermatt
- Jürg Plüss als Mario's vader
- Doro Müggler als Mario's moeder
- Andreas Matti als Peter Gehrling